# Karl von Eberstein
Freiherr Friedrich Karl von Eberstein (14 janvier 1894, Halle-sur-Saale - 10 février 1979, Tegernsee) était un membre de la noblesse allemande, affilié au parti nazi dès 1922. Député au Reichstag, il fit l'essentiel de sa carrière sous le Troisième Reich au sein de la SS, notamment en tant que HSSPF. Il fut un témoin important lors du procès de Nuremberg.
Karl von Eberstein a continué à travailler comme agent de banque. Il finit sa carrière professionnelle comme réceptionniste au casino de Bad Wiessee en Bavière. Il meurt en 1979, à l'âge de 85 ans en Bavière.